# 차루마티
차루마티(브라흐미 : 𑀘𑀸 𑀭𑀼𑀼 𑀫𑀓𑀻) 또는 차루미트라(Charumitra)는 아소카의 축첩을 통해 낳고 아산디미트라가 입양한 딸이다. 차루마티는 그녀로부터 간호 교육을 받았다. 그녀는 카트만두에서 네팔 왕자 데바팔라 크샤트리야와 결혼했다. 그녀는 네팔에서 가장 오래된 불교 승원 중 하나인 차바힐 승원을 설립했다고 알려져 있다. 그녀는 말년에 아버지를 돌보았고 우파굽타와 함께 그의 불교 순례를 동행했던 것으로 간주된다.
문헌에는 그녀와 아쇼카 황제가 네팔을 방문했다고 기록되어 있지만, 2003년까지 어떤 고고학적 증거도 발견되지 않았었다. 2003년 고고학자들은 단도 차이티야를 복원하던 중 그녀의 이름이 새겨진 벽돌을 발견했다. 윗면에는 브라흐미(Brahmi)로 차루 와 티(Cha Ru Wa Ti)가 새겨져 있고, 부지몰(Bhujimol) 대본에는 차루 와 티 단데(Cha Ru Wa Ti Dhande) / 헤 투 프라 바(He Tu Pra Bha)가 새겨져 있다. 벽돌의 크기는 35.5cm x 23cm x 7cm, 무게는 8.6kg이다.

## 같이 보기
- 불교
- 아소카